# كاباليرونية مقيمة بالشاحبة
كاباليرونية مقيمة بالشاحبة (الاسم العلمي: Burkholderia sordidicola) هي نوع من البكتيريا، سلبية الغرام، تتبع جنس البيركهولدرية.